# 1988 BW
1988 BW är en asteroid i huvudbältet som upptäcktes den 25 januari 1988 av de båda japanska astronomerna Seiji Ueda och Hiroshi Kaneda i Kushiro.
Asteroiden har en diameter på ungefär 6 kilometer och den tillhör asteroidgruppen Eunomia.